# Арисона (Гондурас)
Арисона (исп. Arizona) — муниципалитет в департаменте Атлантида в Гондурасе. Основан 14 февраля 1990 года. Площадь — 568,77 км2. Население — 21 179 жителей (2012).
Ранее на месте муниципалитета находилась деревня. Своё название она получила, вероятно, по названию штата Аризона в США. В 1951 году деревня приобрела статус села. В 1990 году стала муниципалитетом, в составе которого находятся 26 сёл и 45 деревень.
Муниципалитет расположен на равнине у берега Карибского моря в бассейне реки Лиан. Высота над уровнем моря составляет 8 метров. Граничит на севере с Карибским морем, на юге с муниципалитетом Йоро, на востоке с муниципалитетом Эспарта и на западе с муниципалитетом Тела. Территорию Арисоны пересекает автомагистраль, связывающая муниципалитеты Тела и Ла-Сейба.
Основная отрасль местной экономики — сельское хозяйство. Выращивают зерновые культуры, африканскую пальму, кофе, какао, фрукты (банан, цитрусовые) и овощи. Развито животноводство (овцы, свиньи, кролики) и птицеводство.
В Арисоне имеются учреждения здравоохранения и образования. Последнее включает 14 детских садов, 8 центров дошкольного образования, 39 начальных школ, 7 младших средних школ, 5 старших средних школ.
Развита инфраструктура. В муниципалитет можно добраться на автомобильном и железнодорожном транспорте. Связь представлена телеграфом и почтой. Государство обеспечивает местное население электроэнергией и отвечает за водоснабжение.